# Film di spionaggio
Il film di spionaggio è un genere cinematografico il cui oggetto di spionaggio appunto può essere descritto in maniera realistica, come ad esempio gli adattamenti di John Le Carré, oppure in maniera fantastica come la serie di James Bond e Natalie Price. Molti romanzi di spionaggio sono stati adattati ai film, tra cui le opere di John Buchan, John Le Carré, Ian Fleming e Len Deighton.
Il genere è un aspetto molto significativo del cinema britannico, i più importanti registi inglesi come Alfred Hitchcock e Carol Reed fornirono un contributo notevole con le storie sul servizio segreto britannico.

## Storia
Il film di spionaggio ha origini al tempo del cinema muto, prendendo spunti dai romanzi della letteratura o da opere di fantasia sulla prima guerra mondiale.
Nel 1928, Fritz Lang col film L'inafferrabile introdusse alcuni elementi che sarebbero diventati molto popolari in seguito nel genere spionistico:
- il quartier generale segreto
- l'agente segreto conosciuto da un numero
- una bella agente straniera che aiuta l'eroe e si innamora di lui.

I film di Lang del periodo contenevano anche elementi tipici del thriller, anche se il personaggio centrale era una mente criminale interessata allo spionaggio solo a scopo di lucro. Inoltre molti dei film americani di Lang come Anche i boia muoiono si occupano di spie durante il periodo della seconda guerra mondiale.
Alfred Hitchcock fu un regista molto interessato allo spionaggio come è evidente da alcuni dei suoi film: L'uomo che sapeva troppo (1934), Il sipario strappato (1966), Notorious - L'amante perduta (1948), Il club dei trentanove (1935), Sabotaggio (1936), La signora scompare (1938). Questi film spesso coinvolgevano civili innocenti in cospirazioni internazionali. Altri invece hanno affrontato il genere in maniera più professionale come Amore e mistero (1936).
La popolarità dei film di spionaggio ha visto il suo momento topico negli anni Sessanta, all'apice della guerra fredda, grazie alla serie di James Bond. Un'altra serie di discreto successo di questi ultimi anni è stata Missione Impossibile.
I film di spionaggio hanno avuto una rinascita di interesse alla fine del 1990, anche se si tratta piuttosto di film d'azione con elementi di spionaggio, come i più recenti film di James Bond Casino Royale (2006) e Quantum of Solace (2008).